# تيرينس رايلي
تيرينس رايلي (25 ديسمبر 1939 في المملكة المتحدة - ) (بالإنجليزية: Terence Riley)‏ هو لاعب كريكت بريطاني. لعب مع نادي وارويكشاير للكريكيت ‏ ونادي مقاطعة غلوستر للكريكت ‏.

## وصلات خارجية
- تيرينس رايلي على موقع إي آس بي آن كريك إنفو (الإنجليزية)